# Euritião (rei de Fítia)
Euritião, na mitologia grega, foi um rei da cidade tessália de Fítia, que recebeu Peleu como hóspede, o purificou do assassinato de seu meio-irmão, casou-o com sua filha e foi morto, acidentalmente, por ele. Peleu é o pai de Aquiles.

## Família
Euritião era filho de Actor.
De acordo com William Smith, dos dois personagens chamados Actor, Euritião era filho de Actor, filho de Forbas, filho de Lápito. Por esta genealogia, Euritião seria sobrinho de Augias, outro filho de Forbas.
O outro Actor, segundo Smith, era filho de Deioneu, filho de Éolo, e foi o avô de Pátroclo,
De acordo com Connop Thirlwall, que usa como fonte Eustácio, Actor, o pai de Euritião, foi rei de Fítia na geração anterior à Guerra de Troia. Ele era filho de Mirmidão. Actor se casou em a ninfa Égina, a mãe de Éaco.

## Purificação de Peleu
Peleu, filho de Éaco, após assassinar com Telamon  seu meio-irmão Foco, fugiu da ilha de Egina, cujo rei era seu pai.
Telamon foi para a ilha de Salamina,  e Peleu para a Fítia. 
O rei de Fítia, Euritião, purificou Peleu, e casou-o com sua filha Antígona, com quem Peleu teve uma filha, Polidora. Polidora casou-se com Boro, filho de Perieres.

## Morte
Ele participou, junto a vários outros herois, da caçada do javali de Calidão. Durante a caçada, ao cercarem o javali, Hileu e Anceu foram mortos pelo monstro, e Peleu matou acidentalmente Euritião, ao arremessar uma lança.
Peleu, após este homicídio involuntário, se refugiou com Acasto, rei de Iolco, e foi por este purificado. Mais tarde Peleu teria, com a nereida Tétis um filho, o heroi Aquiles.